# آندي غورام
أندريو لويس غورام (بالإنجليزية: Andrew Lewis Goram) أو آندي غورام مواليد 13 أبريل 1964 في مانشستر الكبرى، إنجلترا، هو لاعب ومدرب كرة قدم إنجليزي دولي سابق كان يلعب في مركز حراسة المرمى. سبق له أن لعب في كأس العالم لكرة القدم مع منتخب بلاده. لعب خلال مسيرته 620 مباراة سجل خلالها هدفاً واحداً.
بدأ حياته الكروية مع نادي أولدهام أثليتيك ونادي هيبيرنيان ونادي رينجرز وكان الأفضل بين حراس المرمى الذين لعبوا مع نادي رينجرز خلال تسعينات القرن العشرين. في استطلاع للرأي أجري عام 2001 مع جماهير رينجرز، تم اختيار غورام كأفضل حارس مرمى لنادي رينجرز على الإطلاق. ظهر غورام في 43 مباراة دولية مع منتخب اسكتلندا وتم اختياره للفريق في نهائيات كأس العالم 1986 و1990 وكأس الاتحاد الأوروبي لكرة القدم عام 1992 وعام 1996.
بعد أن لعب مع رينجرز، لعب مع العديد من الأندية، وأبرزها نادي ماذرويل ونادي مانشستر يونايتد. مثل غورام اسكتلندا في لعبة الكريكيت.

## المسيرة الكروية

### البدايات المبكرة
بدأ غورام حياته الكروية في ويست برومويتش ألبيون. ثم انضم إلى أولدهام أثليتيك في عام 1981 وقضى ما يقرب من سبع سنوات معه، حيث لعب 195 مباراة له في الدوري. 

### نادي هيبرنيان
في عام 1987، انتقل إلى نادي هيبرنيان مقابل 325000 جنيه إسترليني، ظهر لأول مرة مع النادي في 10 أكتوبر 1987، وحافظ على نظافة شباكه وانتهت المباراة بفوز هيبرنيان 4-0 على دونفرملين أثلتيك.

## المشاركات الدولية

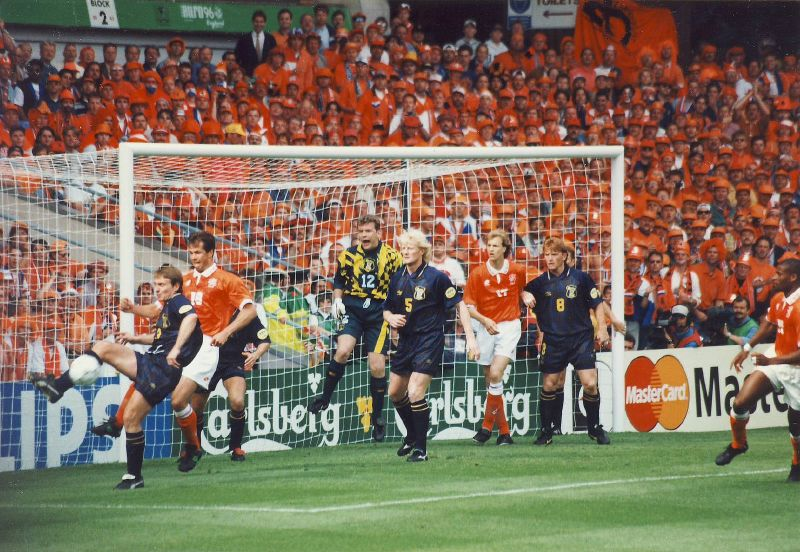
غورام (رقم 12) يلعب مع اسكتلندا ضد هولندا في يورو 96

أول مشاركة لغورام في كرة القدم الدولية كانت في عام 1983 عندما اختاره هوارد ويلكنسون في تشكيلة منتخب إنجلترا تحت 21 عامًا. حيث كان لاعب احتياط للحارس الأساسي ألان نايت.
في أكتوبر 1985 اختاره أليكس فيرجسون ليكون ضمن تشكيلة منتخب اسكتلندا ولعب في مباراة ودية ضد منتخب ألمانيا الشرقية في هامبدن بارك، ظهر غورام لأول مرة في تلك اللعبة في 16 أكتوبر 1985، حيث دخل في الشوط الثاني كبديل لجيم ليتون. في الفترة التي سبقت كأس العالم 1986 لعب غورام 90 دقيقة كاملة في المباريات الودية ضد رومانيا وهولندا، واستطاع الحفاظ على شباكه نظيفة في كلتا المباراتين سافر غورام إلى المكسيك في صيف عام 1986 كعضو في تشكيلة منتخب اسكتلندا لكأس العالم، كحارس احتياط مع الحارس ألان روف ولم يلعب في أي من مباريات اسكتلندا الثلاث.
لم يلعب في عدة مباريات ودية، وكان في تشكيلة اسكتلندا التي شاركت في كأس العالم 1990 في إيطاليا، على الرغم من أنه لم يلعب حيث كان على دكة الاحتياط.
بعد كأس العالم 1990 أصبح غورام حارس مرمى اسكتلندا الأول. وقد لعب في جميع مباريات اسكتلندا الثمانية المؤهلة لنهائيات كأس الأمم الأوروبية 1992، مما ساعدهم في التأهل لنهائيات البطولة التي أقيمت في السويد.
كانت المباراة ضد البرتغال آخر ظهور لغورام في اسكتلندا لمدة عام تقريبًا بسبب خضوعه لعملية جراحية في الركبة وعودة مطولة إلى اللياقة. عاد إلى الفريق في مارس 1994، ولعب في مباراة ودية ضد هولندا، ومباراة أخرى ضد فنلندا في 7 سبتمبر 1994 في مباراة الافتتاح للتصفيات المؤهلة لنهائيات كأس الامم الأوروبية 1996.

## المسيرة الاحترافية

### أندية لعب لها
- أولدهام أثلتيك
- نادي هيبرنيان
- نادي رينجرز
- نوتس كاونتي
- شيفيلد يونايتد
- نادي ماذرويل
- مانشستر يونايتد
- هاميلتون أكاديميكال
- كوفنتري سيتي
- كوين أوف ساوث

## روابط خارجية
- آندي غورام على موقع إي آس بي آن كريك إنفو (الإنجليزية)
- آندي غورام على موقع الاتحاد الدولي (مؤرشف)  (الإنجليزية)
- آندي غورام على موقع الاتحاد الإسكتلندي (الإنجليزية)
- آندي غورام على موقع قاعدة بيانات كرة القدم.إي يو (الإنجليزية)
- آندي غورام على موقع ناشيونال فوتبول تيمز (الإنجليزية)
- آندي غورام على موقع Soccerbase.com (لاعب) (الإنجليزية)
- آندي غورام على موقع عالم كرة القدم.نت (الإنجليزية)